# Abraxas nigrocincta
Abraxas nigrocincta är en fjärilsart som beskrevs av Auslow 1918. Abraxas nigrocincta ingår i släktet Abraxas och familjen mätare. Inga underarter finns listade i Catalogue of Life.